# دوري الدرجة الثانية الروماني 1935–36
دوري الدرجة الثانية الروماني 1935–36 هو موسم من دوري الدرجة الثانية الروماني. فاز فيه ILSA Timișoara ‏.